# Beskæftigelsesministeriet
Beskæftigelsesministeriet blev oprettet som et selvstændigt ministerium i 1942 under navnet Arbejdsministeriet. Pr.  15. december 2022 er beskæftigelsesministeren Ane Halsboe-Jørgensen.

## Opgaver
Departementets opgaver er at udforme den overordnede politik og styring på Beskæftigelsesministeriets område. Det har udviklet sig til følgende hovedområder og love: Arbejdsmiljølovgivningen, lovgivning om arbejdsløshedsforsikring, lov om en aktiv beskæftigelsesindsats, arbejdsretlige spørgsmål og arbejdsmarkedsservice. Arbejdsmarkedsservice omfatter den offentlige arbejdsformidling (AF) og en aktiv arbejdsmarkedspolitik mv.
Under ministeriet hører Styrelsen for Arbejdsmarked og Rekruttering og Arbejdstilsynet (AT) samt Det Nationale Forskningscenter for Arbejdsmiljø.
De selvejende institutioner og fonde ATP, Arbejdsmarkedets Erhvervssikring, Arbejdsmarkedets Fond for Udstationerede, Lønmodtagernes Garantifond, LD Fonde, Udbetaling Danmark, Arbejdsmarkedets Feriefond og Seniorpensionsenheden hører også under ministeriet.